# Сапега, Александр Антоний
Князь Александр Антоний Сапега (пол. Aleksander Antoni Sapieha, 3 сентября 1773, Страсбург — 8 сентября 1812, Деречин) — мечник Варшавского герцогства, камергер и адъютант французского императора Наполеона Бонапарта, учёный, меценат, исследователь и политик.

## Биография
Представитель коденской линии литовского магнатского рода Сапег герба «Лис». Единственный сын кравчего великого литовского Юзефа Сапеги (1737—1792) и Теофилы Яблоновской (1743—1816).
Родился и провёл детские годы во Франции, куда эмигрировали его родители после поражения Барской конфедерации. С 1777 года проживал у своей тетки Анны Яблоновской (1728—1800) на Подляшье (в Семятыче и Коцке), где получил домашнее образование и стал интересоваться наукой.
В 1792 году Александр Сапега познакомился с польским ученым и писателем Станиславом Сташицом, вместе с которым стал интересоваться геологией восточной части Речи Посполитой. В 1794 году Александр Сапега и Станислав Сташиц выехали в Вену, где установил контакты с Юзефом Максимиланом Оссолинским.
В 1800 году по рекомендации Станислава Сташица Александр Сапега стал членом варшавского общества любителей наук. В 1801—1802 годах были опубликованы работы А. Сапеги по химии. В 1802—1803 году путешествовал по странам Балканского полуострова, составил ценное описание своего путешествия («Podroze po krajach slowianskich» (Вроцлав, 1811). После короткого перерыва, когда он находился во Франции, где читал лекции, вернулся на Балканы, где прожил до 1806 года. Находился под наблюдением французской и австрийской полиции.
В январе 1807 года Александр Сапега организовал пребывание французского императора Наполеона Бонапарта в Варшаве, стал его камергером и адъютантом. Принимал участие в осаде Гданьска (1807), после чего провёл зиму в Париже, при дворе Наполеона. В 1808—1809 годах занимался научными исследованиями во Франции, затем под видом исследовательской деятельности выехал в Россию, где изучал настороения населения аннексированных русскими земель Речи Посполитой. Создал агентурную сеть французской разведки на занятых территориях.
1 июля 1812 года князь Александр Антоний Сапега вошёл в состав Временного правительства Великого княжества Литовского, образованной при поддержке наполеоновской армии во время французского вторжения в Россию, где возглавил военный отдел. Из-за разногласий с литовским генерал-губернатором Дирком ван Гогендорпом вскоре вышел из состава Временного правительства ВКЛ. Александр Сапега выехал из Вильно в своё имение Вишнице. По дороге он подвергся нападению кабана, от укуса которого у него началось заражение крови и гангрена.
8 сентября 1812 года 39-летний Александр Антоний Сапега скончался в Деречине, имении своего родственника Франтишека Сапеги.

## Научная деятельность
Александр Антоний Сапега осуществил минералогические экспедиции в Польше и Литве, а также в Альпах, на Балканском полуострове и Волыни.
Был автором научной работы «Минералогия» (1801 г.), учебника по неорганической химии (1801—1802 гг.), очерка по кристаллографии.
Путешествовал по Адриатическому побережью, где изучил этнографию словенцев, хорватов, боснийцев и герцеговинцев.
В 1804 году взошёл на гору Мон-Сени в Альпах (высота — 3 км.), о чём 13 июля сообщил на заседании Лионской академии наук.

## Семья

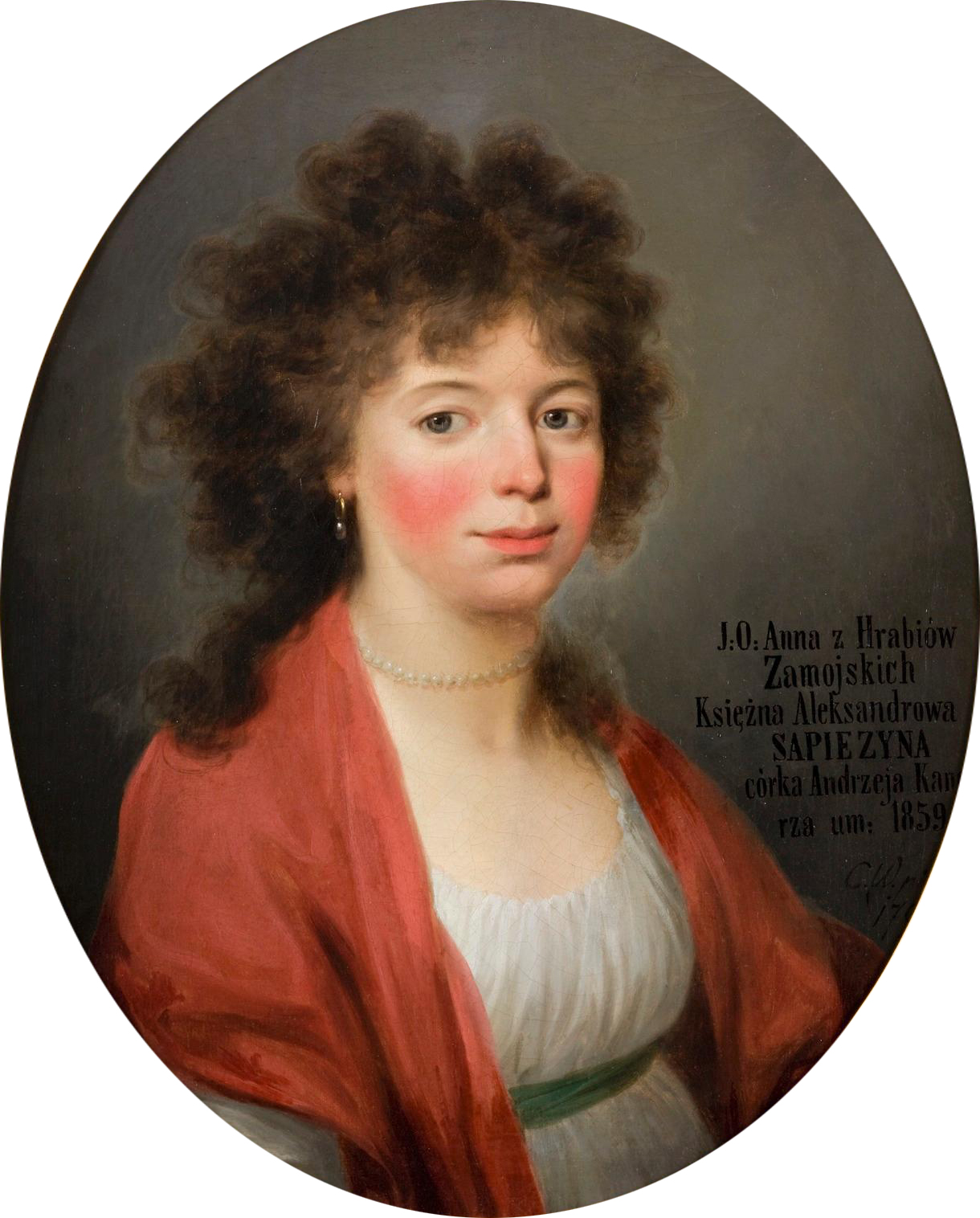
Княгиня Анна Сапега (1798)

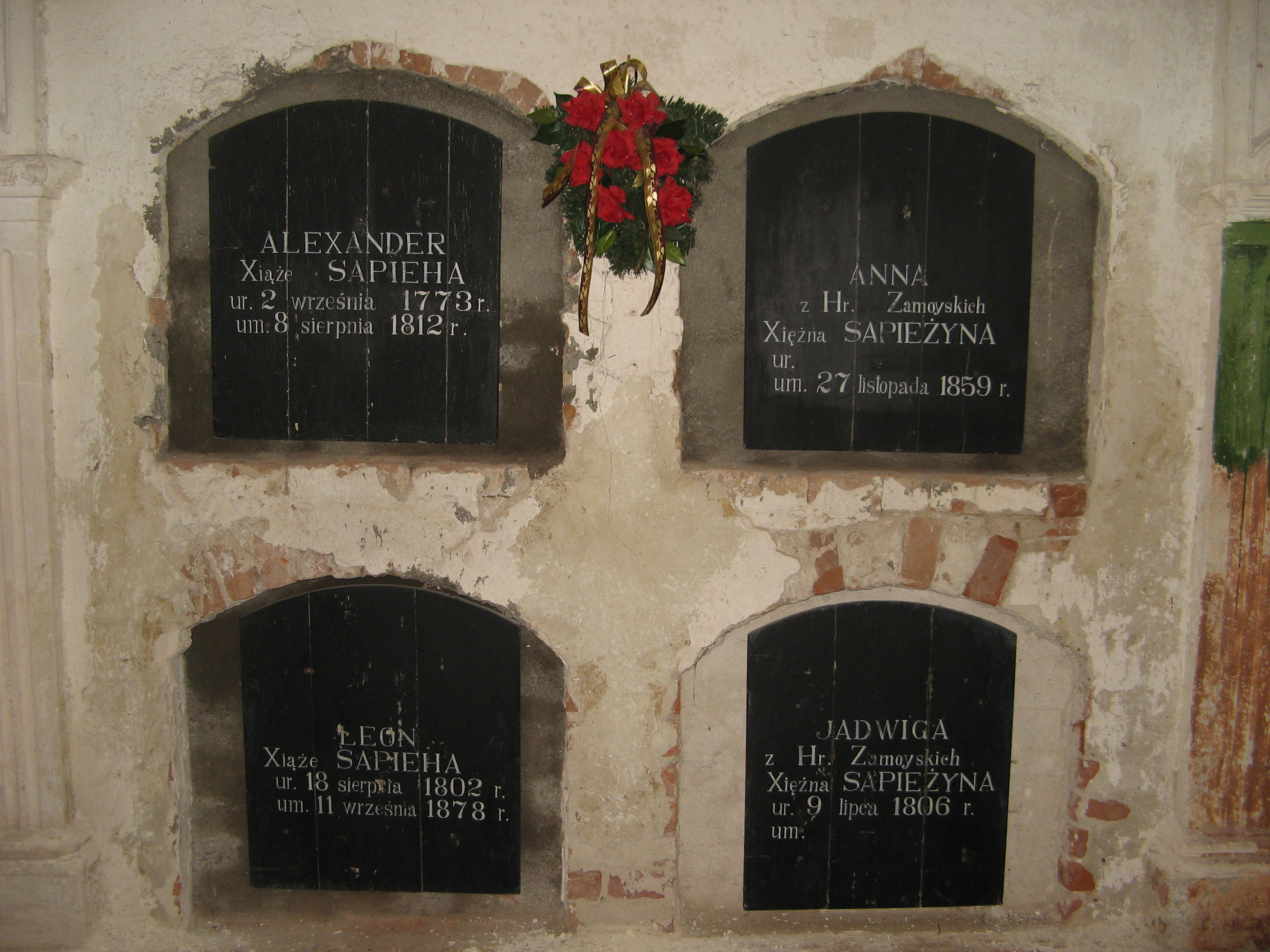
Надгробия Александра Сапеги и его семьи в Кодени.

Жена (с 1794 год) — Анна Замойская (1780—1859), дочь канцлера великого коронного и ордината замойского Анджея Замойского (1716—1792) от брака с Констанцией Чарторыйской (1778—1837). По отзыву современницы, княгиня Сапега была умная, набожная, энергичная и остроумная женщина, беззаветно преданная Польше. Скупая, когда шла речь о ее потребностях, она была щедрая по отношению к бедным и нуждающимся. Вот только красоты ей недоставало. В супружестве с князем Сапегой она была очень несчастлива, он женился на ней ради огромного приданого. После ноябрьского восстания она сумела спасти все свое добро, имущество своих детей и пулавские сокровища. В течение дня она не бездействовала ни одной минуты: рисовала, вышивала, читала и занималась счетами. Несмотря на пожилой возраст, она ездила в качестве курьера в Теофильполе на Волынь, оттуда в Париж, из Парижа в Варшаву. В старости поселилась у дочери в Париже, где была «главным счетоводом Отеля Ламер», она так удачно играла на бирже спасенным капиталом, что заработала для внуков несколько миллионов франков. В конце жизни потеряла зрение, а затем угасла. Дети:
- Анна София Сапега (1799—1864), жена с 1817 года князя Адама Ежи Чарторыйского (1770—1861)
- Лев Сапега (ум. до 1801)
- Лев Людвик Сапега (1802—1878), женат с 1825 года на графине Ядвиге Замойской (1806—1890)